# Ионов, Сергей Дмитриевич
Серге́й Дми́триевич Ио́нов (род. 7 января 1962, Новгород) — российский шахматист и тренер. Гроссмейстер (1996).

## Биография
Занимался в шахматном клубе г. Новгорода. В 1977 году выиграл первенство РСФСР среди юношей. Мастер спорта СССР с 1981 года.
Был участником многих чемпионатов Санкт-Петербурга: в 1986 занял 3—8-е, 1992 — 2-e, 1998 — 4—5-e, 2003 — 2-e места. Неоднократно выступал в Budapest Spring Open, Cappelle la Grande Open и мемориалах Чигорина. С 1990 года международный мастер, в 1996 получает гроссмейстерский титул.
Разделил 3—6-е места в 47-м чемпионате России (Элиста, 1994), 4—20-е места спустя семь лет. Трижды становился победителем командного чемпионата России с клубами «Санкт-Петербург» (Подольск, 1992) и «Лентрансгаз» (Смоленск, 2000 и Томск, 2001).
Работает тренером СДЮСШОР ШШ Санкт-Петербурга. Член тренерского совета Санкт-Петербургской шахматной федерации. В прошлом его подопечными были гроссмейстеры Валерий Салов и Евгений Алексеев.

## Изменения рейтинга
| Графики недоступны из-за технических проблем. См. информацию на Фабрикаторе и на mediawiki.org. |

## Книги
- Иванов С. В., Ионов С. Д., Лукин А. М. Дойти до самой сути… Гроссмейстер Константин Асеев. - СПб.: Изд. «Коста», 2008. - 208 с.